# Municipio de Table Mound
El municipio de Table Mound (en inglés: Table Mound Township) es un municipio ubicado en el condado de Dubuque en el estado estadounidense de Iowa. En el año 2010 tenía una población de 3699 habitantes y una densidad poblacional de 42,56 personas por km².

## Geografía
El municipio de Table Mound se encuentra ubicado en las coordenadas 42°25′24″N 90°43′29″O / 42.42333, -90.72472. Según la Oficina del Censo de los Estados Unidos, el municipio tiene una superficie total de 86.92 km², de la cual 86,92 km² corresponden a tierra firme y (0 %) 0 km² es agua.

## Demografía
Según el censo de 2010, había 3699 personas residiendo en el municipio de Table Mound. La densidad de población era de 42,56 hab./km². De los 3699 habitantes, el municipio de Table Mound estaba compuesto por el 97,68 % blancos, el 0,38 % eran afroamericanos, el 0,16 % eran amerindios, el 0,32 % eran asiáticos, el 0,24 % eran de otras razas y el 1,22 % eran de una mezcla de razas. Del total de la población el 1,19 % eran hispanos o latinos de cualquier raza.